# Bonnencontre
Bonnencontre és un municipi francès, situat al departament de la Costa d'Or i a la regió de Borgonya - Franc Comtat. L'any 2007 tenia 383 habitants.

## Demografia

### Població
El 2007 la població de fet de Bonnencontre era de 383 persones. Hi havia 149 famílies, de les quals 30 eren unipersonals (11 homes vivint sols i 19 dones vivint soles), 48 parelles sense fills, 56 parelles amb fills i 15 famílies monoparentals amb fills.
La població ha evolucionat segons el següent gràfic:
Habitants censats

### Habitatges
El 2007 hi havia 180 habitatges, 148 eren l'habitatge principal de la família, 25 eren segones residències i 7 estaven desocupats. 171 eren cases i 4 eren apartaments. Dels 148 habitatges principals, 135 estaven ocupats pels seus propietaris, 11 estaven llogats i ocupats pels llogaters i 2 estaven cedits a títol gratuït; 2 tenien una cambra, 6 en tenien dues, 21 en tenien tres, 28 en tenien quatre i 91 en tenien cinc o més. 120 habitatges disposaven pel capbaix d'una plaça de pàrquing. A 52 habitatges hi havia un automòbil i a 89 n'hi havia dos o més.

### Piràmide de població
La piràmide de població per edats i sexe el 2009 era:
| Homes | Edats   | Dones |
| ----- | ------- | ----- |
| 0     | 95 o +  | 0     |
| 0     | 90 a 94 | 0     |
| 0     | 85 a 89 | 0     |
| 0     | 80 a 84 | 0     |
| 0     | 75 a 79 | 16    |
| 8     | 70 a 74 | 0     |
| 8     | 65 a 69 | 12    |
| 12    | 60 a 64 | 12    |
| 12    | 55 a 59 | 12    |
| 16    | 50 a 54 | 16    |
| 12    | 45 a 49 | 12    |
| 0     | 40 a 44 | 12    |
| 16    | 35 a 39 | 8     |
| 24    | 30 a 34 | 12    |
| 4     | 25 a 29 | 4     |
| 20    | 20 a 24 | 4     |
| 16    | 15 a 19 | 8     |
| 16    | 10 a 14 | 4     |
| 0     | 5 a 9   | 8     |
| 8     | 0 a 4   | 8     |

## Economia
El 2007 la població en edat de treballar era de 238 persones, 185 eren actives i 53 eren inactives. De les 185 persones actives 175 estaven ocupades (96 homes i 79 dones) i 11 estaven aturades (5 homes i 6 dones). De les 53 persones inactives 20 estaven jubilades, 18 estaven estudiant i 15 estaven classificades com a «altres inactius».

### Ingressos
El 2009 a Bonnencontre hi havia 156 unitats fiscals que integraven 419 persones, la mediana anual d'ingressos fiscals per persona era de 17.426 €.

### Activitats econòmiques

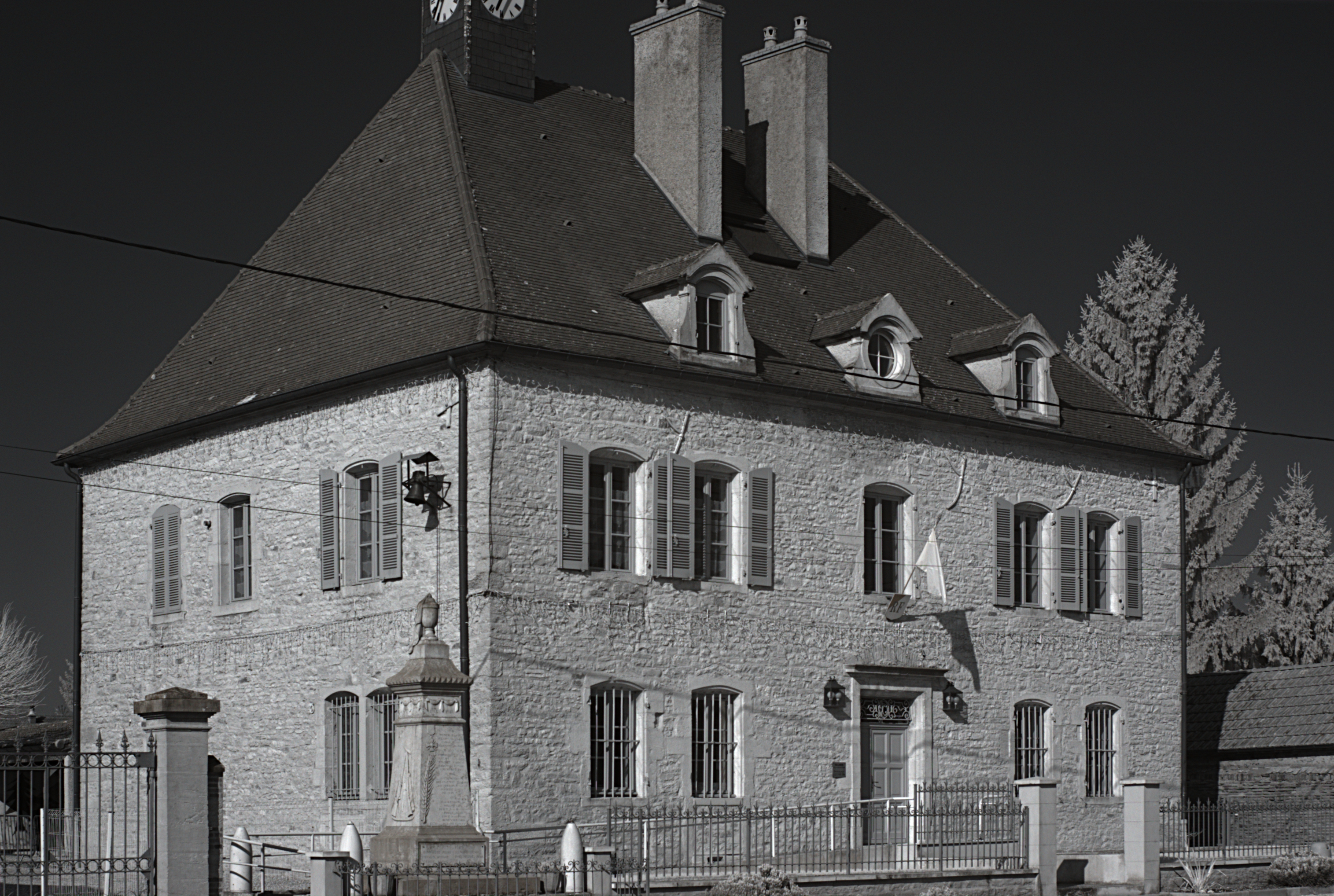
Ajuntament

Dels 14 establiments que hi havia el 2007, 1 era d'una empresa alimentària, 3 d'empreses de comerç i reparació d'automòbils, 1 d'una empresa d'hostatgeria i restauració, 2 d'empreses immobiliàries, 5 d'empreses de serveis, 1 d'una entitat de l'administració pública i 1 d'una empresa classificada com a «altres activitats de serveis».
Dels 4 establiments de servei als particulars que hi havia el 2009, 1 era una perruqueria, 1 restaurant i 2 agències immobiliàries.
L'únic establiment comercial que hi havia el 2009 era una fleca.
L'any 2000 a Bonnencontre hi havia 8 explotacions agrícoles que ocupaven un total de 715 hectàrees.

## Equipaments sanitaris i escolars
El 2009 hi havia una escola elemental integrada dins d'un grup escolar amb les comunes properes formant una escola dispersa.

## Poblacions més properes
El següent diagrama mostra les poblacions més properes.